# Baby Lasagna
Марко Пурішич (хорв. Marko Purišić; нар. 5 липня 1995), професійно відомий як Baby Lasagna, — хорватський співак, автор пісень і музичний продюсер. Представник Хорватії на Пісенному конкурсі Євробачення 2024 з піснею «Rim Tim Tagi Dim», де зайняв друге місце.

## Біографія
Народився 5 липня 1995 року в місті Умаг, Хорватія. Почав грати на гітарі з 8 років. Крім музики займався різними видами спорту, зокрема джіу-джитсу.

## Кар'єра

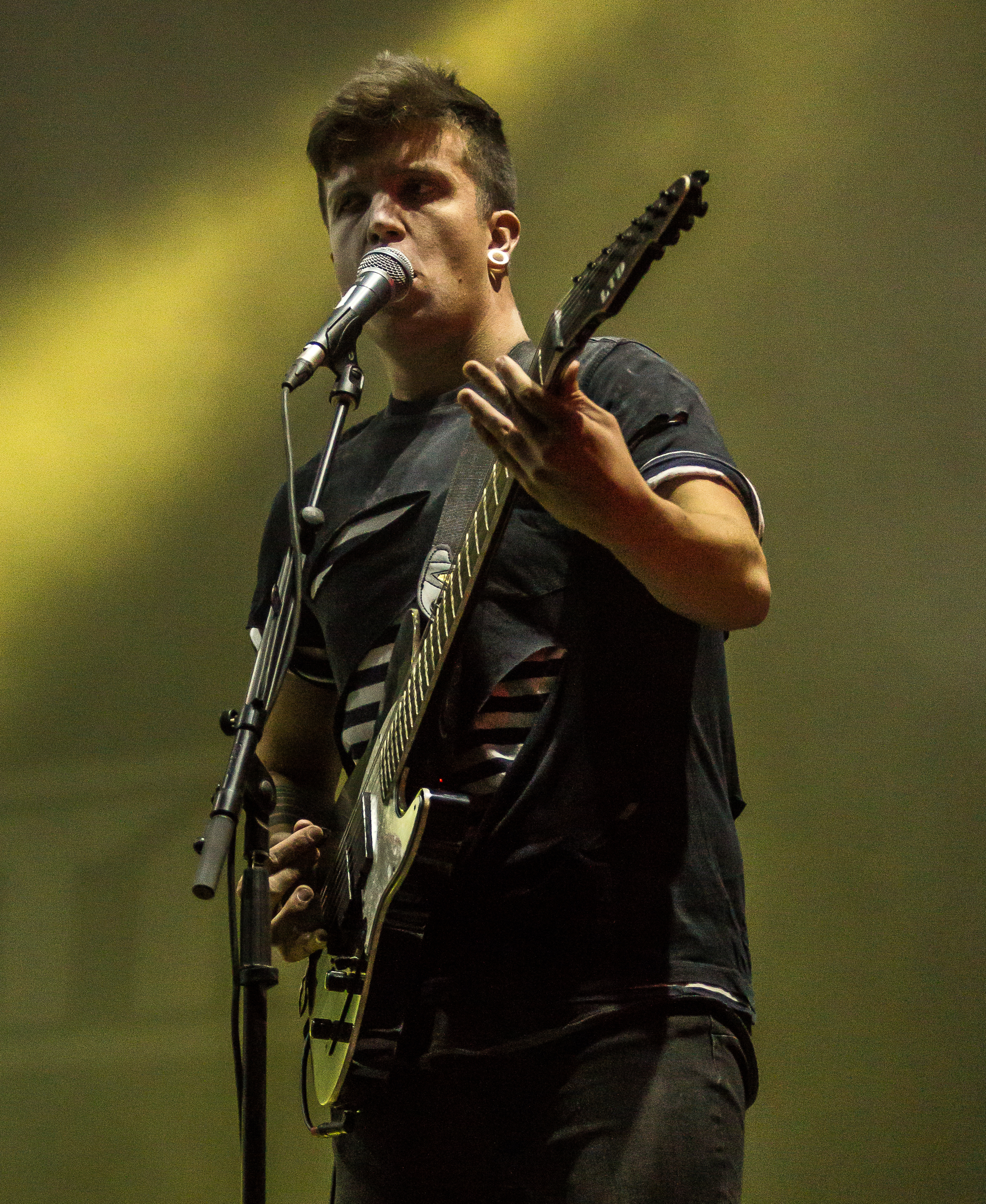
Марко Пурішич у складі гурту Manntra на Rockharz Open Air 2018 у Балленштедті, Німеччина

У 2011—2016 та 2018—2022 роках Пурішич працював гітаристом хорватського рок-гурту Manntra. Ще в складі гурту брав участь у хорватському національному відборі на Євробачення Dora 2019, де Manntra посіли четверту позицію з піснею «In the Shadows».
У 2022 році Пурішич мав значну роль у написанні кількох треків для 12-го студійного альбому Ravenblack німецького гурту Mono Inc. Альбом досяг першого місця в чартах Німеччини та став найбільш успішним для гурту на сьогодні. Примітно, що багато пісень, написаних Пурішичем, були обрані як сингли, включно з «Princess of the Night», «Empire», «Heartbeat of the Dead», «Lieb mich» та «At the End of the Rainbow».
Після перебування в гурті Manntra Пурішич перейшов до сольної кар'єри у 2023 році. 21 жовтня 2023 року випустив свій дебютний сингл «IG Boi» під псевдонімом Baby Lasagna через Molly Studios. Через два місяці, у грудні 2023 року, вийшов його другий сингл «Don't Hate Yourself, But Don't Love Yourself too Much».

### Євробачення 2024

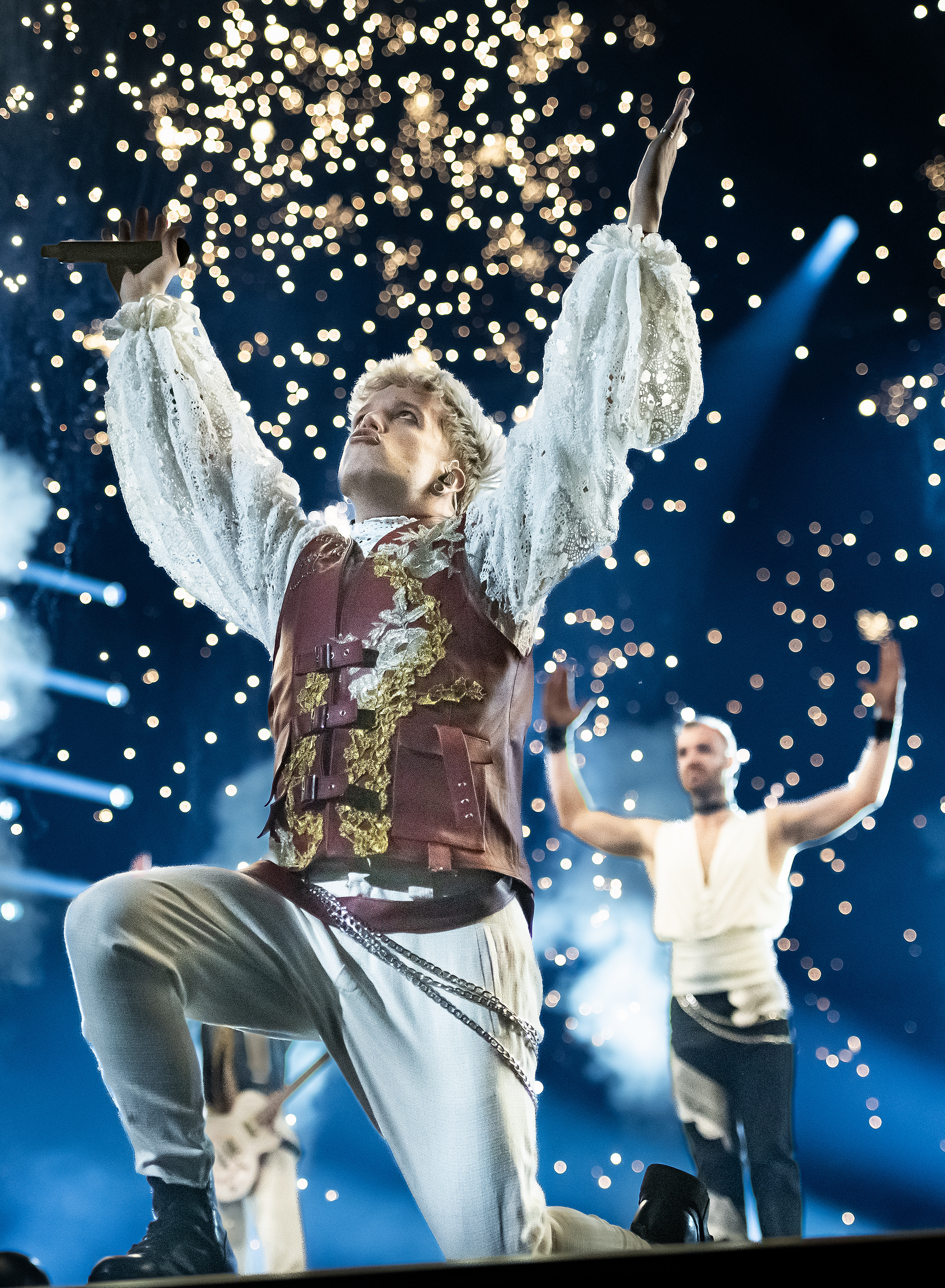
На Пісенному конкурсі Євробачення 2024

Baby Lasagna був першим дублером на випадок, якщо хтось із перших 24 кандидатів відмовиться від участі. Тому після відмови одного з музикантів Пурішич був оголошений учасником Dora 2024 з піснею «Rim Tim Tagi Dim». Пісня дебютувала під номером 24 у чарті HR Top 40, що зробило її першою піснею для Пурішича в чартах Хорватії.
23 лютого 2024 року відбувся перший півфінал Dora 2024, з якого Baby Lasagna успішно кваліфікувався у фінал. 25 лютого, у фіналі відбору, співак зі своєю піснею «Rim Tim Tagi Dim» переміг як за рішення журі, так і за рішенням глядачів. Пурішич здобув рекордних 247 балів від телеглядачів, тоді як учасник на другому місці — лише 27.
У фіналі Євробачення 2024 Baby Lasagna отримав 210 балів від журі (3 місце) та 337 — від публіки (1 місце). У підсумку співак посів загальне друге місце, що стало найкращим результатом Хорватії за всю історію участі у конкурсі.

## Артистизм

### Вплив
Пурішич називає Rammstein своїм головним музичним натхненням.
Учасниками минулих років Євробачення, з якими міг би співпрацювати, назвав Käärijä, Let 3, Måneskin, Go_A, Lordi, Lord Of The Lost, Konstrakta.

### Музичний стиль і написання пісень
Музику Baby Lasagna описують як суміш поппанку, техно, металу та хаузу. Музичний стиль Пурішича обертається навколо автобіографічного оповідання, заглиблення в його особистий досвід, а також розглядання суспільних проблем, особливо тих, що стосуються його батьківщини. «Rim Tim Tagi Dim», наприклад, є розповіддю, що описує подорож молодого хлопця з Хорватії в пошуках світлого майбутнього в іншій країні.

## Особисте життя
Перебуває у стосунках.
З 2023 року має любов до книжок періоду реалізму, а саме російського реалізму.

## Дискографія

### Сингли
- «IG BOY» (2023)
- «Don't hate yourself, but don't love yourself too much» (2023)
- «Rim Tim Tagi Dim» (2024)